# 생명의 기원

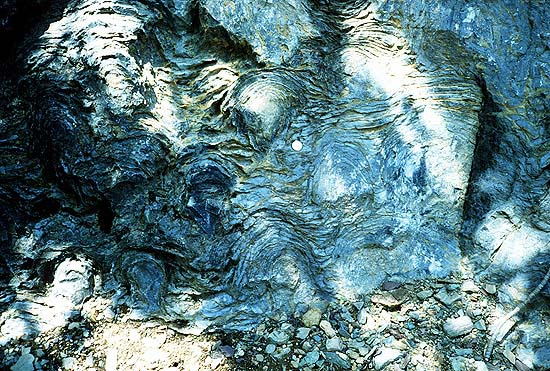
선캄브리아 시대의 스트로마톨라이트.

생명의 기원은 생명이 특정한 환경에서 유기 화합물과 같은 무생물로부터 자연 발생하는 과정을 연구하는 학문이다. 생명은 38~41억년 전에 처음 지구에서 발생한 것으로 간주된다.

## 생명의 기원에 관한 가설들과 모델들
생명의 기원에 대한 가설은 여러가지가 있으며, 현대에는 일반적으로 화학진화의 모델에 기반한다. 유기물의 생성과 생명의 기원을 연구하는 이 학문에서는, 생명의 기원이 여전히 원시대기와 원시바다라고 생각된다. 원시 바다의 해안가로 유기물이 밀려들고 유기물들은 파도에 밀려 바위 해안의 웅덩이로 들어왔다가 햇볕에 증발되면서 점점 더 진하게 농축된다. 이윽고 그 진한 유기물 수프에서 최초의 생명이 탄생한다는게 그들의 생각이다. 그러나 많은 과학자들이 이 가설에 의문을 제기한다. 그들은 심해의 온천이나 용암, 해변의 구덩이, 진흙 속에서 생명의 기원을 보고 있다. 다만 배종발달설과 같이 외계 물질에 의해 기원했다고 보는 경우도 있으며, 각각의 근거는 이하에 서술하도록 한다.

### 화학진화
생명의 기원과 유기물의 합성에 관한 생화학의 한 분야를 화학진화라고 부른다. 생명의 탄생과 유기물의 합성은 다양한 모델에 기반한 연구가 이루어지며, 각각 다른 메커니즘에 기반한 가설을 가지고 있다. (세포의 활동을 다루는 세포생물학이나, 생명의 역사를 다루는 진화생물학은 증명된 이론과 관찰되는 현상을 기반으로 함으로서 정립된 메커니즘을 가지고 있다.) 여기서는 화학진화에 기반한 생명의 기원에 관한 가설들을 소개한다. 화학진화는 생명의 자연 발생을 다루기는 하지만, 현재와 같은 환경을 가정하지 않으며, 유기물이 형성되는 과정과 세포의 형성과정 등을 따로 다루어 각각의 과정을 연구한다.

#### 원시수프 가설
가장 오래된 형태의 가설로서, 생명이 수많은 무기물이 뒤섞인 원시수프와 같은 형태에서 출발했다는 가설로서, 오파린이 정립했다. 이 가설을 기반으로 하는 실험으로서는 1952년의 밀러 실험과 코아세르베이트 등이 있다. 일반적으로 밀러 실험의 성공으로 무기물로부터 유기물이 형성될 수 있음이 밝혀지자, 다양한 유기물이 섞인 수프와 같은 형태로부터 세포막이 형성되는 방식으로 최초의 생명체가 기원했다는 가설로서 발전했다. 초기 지구의 바다에서 메탄과 암모니아, 물이 자외선에 의해 최초의 유기화합물로 바뀌었을 것이라는 이러한 설에 비판론자들은 수프에는 이런 반응을 일으킬만한 원동력이 존재하지 않았으며 이런 에너지원이 없다면 생명체가 존재할 수 없다는 반론을 제기해 왔다.  심해열수구나 작은 연못가설과 같이 구체적인 환경조건을 언급하지 않았기에 다른 모델들에 비해서는 원시적인 모델로서 생각되고 있다.

#### 심해 열수구 가설
심해 열수구가설은 생명의 기원 중 가장 유력하게 받아들여진다. 1977년에 잠수함을 통한 바다속의 해저열수구 탐사를 통해 과학자들은 이곳이 생명의 기원일 수 있다는 가설을 제시하였다. 초기의 유기물들은 이 열수구 주위의 황철석의 촉매작용을 통해, 초기의 대부분의 화학진화가 이곳에 축적된 유기물 층에서 이루어졌을 것으로 여겨진다. 이 유기물 층에서 일어난 반응은 생명체 내에서 일어나는 대사 활동과 흡사했으며, 생성물들은 초기 세포로 진화했을 것이라는 것이 이론의 입장이다. 실제로 섭씨 100도가 넘는 해저 열수구에서 고미생물인 초호열성 메탄생성균이 살고 있어 생명 탄생설을 뒷받침한다. 이러한 해저 열수구 주변의 독립영양박테리아들이 열수구에서 뿜어져 나오는 황성분을 영양분으로 사용하는 것처럼, 초기 세포들도 이러한 물질들을 에너지로 사용했을 것이다. 최근에 이루어지는 레이저 핵산 실험과 화산폭발에 기반한 스탠리 밀러의 제자들의 실험, 그리고 미항공우주국에서 진행되는 실험들이 심해열수구 가설을 지지한다.

#### 암석 모델
미국의 지구과학자 로버트 하젠은 암석이 생명의 기원에 관여했다고 주장했다. 그는 암석이 외부의 충격을 막아주는 안정한 장소와 간단한 분자들이 서로 결합해 성장할 표면을 제공하였으며 생명이 특정한 방향의 분자들만 사용하도록 하는 데 기여했다고 설명했다. 아미노산은 L형과 D형의 두 가지 형태를 가지고 있는데 지구의 생물들은 L형만 쓸 수 있어 생물이 만드는 아미노산은 모두 L형이다. 하젠은 방해석 같은 암석의 매끄러운 결정면들은 방향이 서로 다르기 때문에 L형과 D형을 선택하는 기능을 할 수 있다고 주장했다.

#### 진흙 촉매 가설
원시지구의 뜨거운 바다가 생명이 탄생하기에는 불안정하다고 생각하는 과학자들은 좀 더 안정한 장소로 진흙을 제시했다. 진흙의 점토 입자 표면의 결정체 구조가 화학반응을 촉진하는 촉매역할을 해 생명탄생에 유리한 환경을 만든다는 가설을 주장했다. 하젠은 진흙의 광물이 자기복제자의 형성을 촉진하고, 철과 황처럼 용해됨으로써 생명을 출현시킬 화학 반응의 중심 역할을 한다고 주장했다.

#### 작은 연못가설
미국 캘리포니아주립대 찰스 애플 교수는 “바다보다는 소금기가 없는 민물 호수가 세포막을 만드는 데 훨씬 유리하다”라는 가설을 세웠다. 19세기 생물학자 찰스 다윈은 사적인 편지에서 “따뜻한 작은 연못에서 암모니아와 인산염, 빛, 열, 전기 등이 존재하는 상태에서” 생명체가 발생했다고 주장했다. 훗날 ‘따뜻한 작은 연못가설(warm little pond hypothesis)'로 불리게 된다.

#### 운모 시트 사이 가설
최근 미국 캘리포니아대 연구팀이 운모의 층 사이에 있는 구조화된 칸에서 생명이 탄생했을 것이라는 운모 시트 사이 가설을 제기하였다. 운모 층사이의 칸이 분자들을 붙잡고 살 수 있는 공간을 제공해 분자들의 생존을 촉진했다고 한다. 인간의 세포가 높은 수준의 칼륨을 유지하고있는데 칼륨에 의해 서로 결합하는 운모 시트를 통해 설명이 가능하다고 한다.

#### 용암 가설
용암에서 생명체가 탄생했다는 가설은 뜨거운 열을 이용해 주위에 다양한 유기물을 만들 수 있다는 모델을 제시했다. 노르웨이 베르겐 대학교의 헤럴드 푸르네스와 그의 동료들은 남아프리카의 바베르톤 그린스톤 벨트(Barberton Greenstone Belt)에서 관모양의 구조를 가진 암석을 발견했다. 발견된 암석은 베개용암 껍질 부분의 흑요석으로 유기 탄소 흔적이 있는 관모양의 구조를 가지고 있다. 연구팀은 관 구조 내부에서 발견된 유기 탄소 흔적이 생명체와 관련이 있다고 주장하며 생명의 기원이 용암이라는 가설을 뒷받침했다.

### 배종발달설
배종발달설 혹은 범종설은 고대 그리스 철학자 아낙사고라스로부터 이어지는 철학에 기반한 가설이다. 과학이 발전하면서 과학자들은 이 주장을 과학적으로 접근하기 시작했으며, 운지법 등을 우주 먼지와 지구에 떨어진 운석을 분석한 결과 우주에 아미노산과 같이 유기물질이 존재한다는 것을 밝혀내면서 범종설이 새롭게 힘을 얻었다. 이와같은 가설에 기반한 생명의 기원에 대한 탐구는 충돌구의 물질 연구를 진행하고 있다. 일리노이대 루이스 스나이더 교수가 “우주 공간에서 아미노산 분자를 발견했다”고 밝혔다. 1984년 남극대륙에서 발견된 ALH84001이라는 운석은 약 1500만년 전에 화성에서 떨어져 나와 약 1만3000년 전에 지구에 충돌한 것으로 추정되는 운석으로 1996년 미항공우주국의 데이비드 매케이 연구진 이 운석에 지구의 세균과 아주 흡사하게 생긴 생명체 화석이 있다는 주장을 내놓았다. 또한 우주 복사선에서도 버틸 수 있는 미생물이 발견되면서 이 가설은 강력한 지지를 얻었다. 유럽 연구자들이 곰팡이 포자를 알루미늄으로 감싸서 우주에 보내는 실험을 한 결과 80%의 곰팡이가 살아남았음을 확인했다. 외계 물질 기원설이라고도 부른다.

## 폐기된 가설들과 시각들

### 자연발생설
자연발생설은 현재와 같은 환경에서 계속되는 생명이 발생할 수 있다는 주장으로, 여기서 이야기하는 생명체는 현재와 같은 형태의 생명체를 이야기하기도 한다. 아리스토텔레스에 의해 재창된 자연발생설은, 창조론을 기반으로 해서 발전했다. 자연발생설의 부정은 일종의 근대과학의 시작과도 같으며, 기나긴 과정과 메커니즘을 통해 부정되었다. 자연발생설은 기초적인 형태의 생명체를 기반으로 하는 화학진화와는 전혀 다른 개념으로, 현대에 살고 있는 생명체들의 현재 환경에서의 지속적 자연발생을 주장하는 것이 자연발생설이다. 이는 니덤, 스팔란차니와 파스퇴르 등의 연구에 의해서 부정되었다. 자연발생설의 부정은 현대 진화의 다양성을 형성할 수 있는, 진화의 기본적 근거가 되었다.

### 창조설
과학이 발달하기 전인 18세기 이전에는 성경에 기반한 창조론이 생명의 기원에 관한 가설처럼 취급되기도 했다. 하지만 과학의 발달과 함께 창조론은 종교 이론으로 분류되었으며, 과학적 근거의 부재로 과학계에서 퇴출되었다. 진화학을 비롯한 생물학의 발달과 화학진화와 같은 생화학 발달 및, 천문학과 지질학의 발달과 이들에 대한 올바른 이해의 과정을 담으려는 신학의 발달로 인해, 현재에는 근본주의를 제외하고는 유신진화론과 같은 방향의 창조론이 중심이 되게 되면서 기존의 전통적 창조론은 종교적 입지도 줄어들게 되었다.

## 같이 보기
- 화학진화
- 배종발달설
- 인간 중심 원리
- 인공 세포
- 생물학에서의 영생
- 공통 조상
- 창발
- 자연 발생설
- 행성 거주가능성
- 언어의 기원